# (21125) Orff
(21125) Orff ist ein Asteroid des Hauptgürtels, der am 30. Dezember 1992 vom deutschen Astronomen Freimut Börngen am Observatorium der Thüringer Landessternwarte Tautenburg (IAU-Code 033) entdeckt wurde.
Der Asteroid ist nach dem deutschen Komponisten und Musikpädagogen Carl Orff (1895–1982) benannt, der das Orff-Schulwerk als neues Modell für die Musik- und Bewegungserziehung schuf und mit den Carmina Burana eines der populärsten Chorwerke des 20. Jahrhunderts komponierte.